# Semiothisa feraliata
Semiothisa feraliata là một loài bướm đêm trong họ Geometridae.